# Politik
"Politik" is een nummer van de Britse band Coldplay. Het nummer verscheen als de eerste track op hun tweede studioalbum A Rush of Blood to the Head uit 2002.

## Achtergrond
"Politik" is geschreven door alle bandleden en geproduceerd door de band in samenwerking met Ken Nelson. De opnamen van A Rush of Blood to the Head begonnen een week na de aanslagen op 11 september 2001, die een grote invloed hadden op het album. Het nummer begint rustig met een zacht geluid, voordat alle instrumenten tegelijk ingezet worden. In het eerste couplet vraagt zanger Chris Martin aan de luisteraar om hem eerlijke dingen te geven. In het refrein vraagt hij de luisteraar om de ogen open te doen. Aan het einde verklaart hij dat hij liever liefde heeft dan "dit".
Alhoewel "Politik" nooit als single werd uitgebracht, is het wel een van de nummers die het meest wordt gespeeld tijdens live-optredens van de band. Het nummer opende de optredens op de tournee ter promotie van A Rush of Blood to the Head en is sindsdien tijdens bijna alle tournees live gespeeld. Verschillende liveversies van het nummer verschenen op het livealbum Live 2003 en de B-kanten van de singles "Clocks" en "God Put a Smile upon Your Face".

## NPO Radio 2 Top 2000
| Nummer met noteringen in de NPO Radio 2 Top 2000 | '16  | '17  | '18  | '19  | '20-'21 | '22  | '23  |
| ------------------------------------------------ | ---- | ---- | ---- | ---- | ------- | ---- | ---- |
| Politik                                          | 2000 | 1547 | 1670 | 1912 | -       | 1774 | 1934 |

1. ↑  Een '-' betekent dat het nummer niet was genoteerd en een vetgedrukt getal geeft de hoogste notering aan.
2. ↑  2016 was het eerste jaar met een notering voor dit nummer.
3. ↑  Deze tabel is bijgewerkt tot en met de laatste editie (2024).